# Bernice King
Bernice Albertine King (Georgia, Atlanta, 28 de marzo de 1963) es una abogada y ministra bautista estadounidense. Es la hija menor de los líderes de derechos civiles Martin Luther King Jr y Coretta Scott King.

## Biografía
Bernice King tenía cinco años cuando su padre fue asesinado. En su adolescencia, King escogió trabajar para convertirse en ministra después de atravesar un colapso tras ver un documental sobre su padre. Tenía 17 cuando fue invitada a hablar en las Naciones Unidas,veinte años después de que su padre fuera asesinado, ella predicó el discurso del juicio, inspirado en el activismo de sus padres. 
El día después de su nacimiento, su padre tuvo que irse a Birmingham, Alabama, pero volvió apresuradamente a tiempo en que Berenice y su madre, Cornetta, debían dejar el hospital. Las llevó a casa pero, en algo que era demasiado frecuente en el trabajo que estaba haciendo, tuvo que dejarlas nuevamente en cuestión de horas. A partir de su nacimiento Harry Belafonte se dio cuenta de que Movimiento de Derechos Civil acaparaba el tempo y energía de su madre y se ofreció a pagar una enfermera para ayudar Coretta con los cuatro niños King. Aceptaron y contrató una persona que ayudaría con los niños para el próximos cinco o seis años. Su padre murió una semana después de que Berenice cumpliera cinco años. En una ocasión, ella y su hermana Yolanda pensaron que sería gracioso verterle agua en el oído a su padre mientras él dormía. Su padre, sin embargo, se enfureció. Fue la primera y única vez que las azotó Más tarde Coretta le dijo a Bernice que su padre había celebrado su quinto cumpleaños. Saber eso es muy especial para ella desde entonces. King dijo que tiene sólo dos recuerdos fuertes de su padre, uno de él en casa con su familia y el otro de él reposando en el ataúd en su funeral. "No le digo esto a la gente, pero pienso en mi padre constantemente" King dijo a los 19. "Incluso aunque  le conocí tan poco,  me dejé tanto." Cuándo su padre fue asesinado en Memphis, Tennessee, Bernice esta dormida. Cuándo  despertó, su madre le dijo que la próxima vez que vería a su padre sería en su funeral. En una entrevista de BET Entertainment Weekly de abril de 1998, King constató, " tenía cinco cuando mi padre fue asesinado, así que no tuve ningún concepto de quién era mi padre realmente. Me lo han dicho, pero imagina intentar entenderlo realmente o ponerlo en su perspectiva apropiada a esa edad. Cuando finalmente lo vío con claridad, a mis quince o dieciséis, estaba enojada en él porque me dejó. Así que no quise tener nada que ver con mi padre."
En 2005 su madre sufrió un derrame cerebral  y cuando falleció un año después, Bernice King dio el eulogio en su funeral. En un punto de inflexión en su vida, King experimentó un conflicto con su familia cuando su hermana Yolanda y hermano Dexter apoyaron la venta del Centro King para el Cambio Social No Violento. Después de su hermana muriera en 2007, dio el eulogio para ella también. Apoyó la campaña presidencial de Barack Obama en 2008 y llamó su nombramiento parte del sueño de su padre.

## Ministerio
En 1990, fue ordenada pastora de la Iglesia Bautista Ebenezer en Atlanta. En 2002, se convirtió en presbítero de la Iglesia Bautista Misionera New Birth en Lithonia hasta 2011. En 2009 Bernice King fue elegida presidenta de la Conferencia de Liderazgo cristiana Del sur. Su hermano mayor Martin III y su padre habían previamente ocupado el puesto. Ella fue la primera mujer electa presidenta en la historia de la organización, en medio que el CLCS mantenía dos convenciones separadas. Las acciones de la organización molestaron a King, quien a su vez sentía que la organización ignoraba sus sugerencias, y declinó la presidencia enero de 2010. King se volvió CEO del King Center tan solo meses después. El enfoque principal de King como CEO del King Center así como en su vida, es asegurar que la filosofía y metodología no violenta de su padre (que el Centro King llama Nonviolence 365) se integre en varios sectores de la sociedad, incluidos la educación, el gobierno, los negocios, los medios de comunicación y las artes. y entretenimiento, y deportes. King cree que Nonviolence 365 es la respuesta a los problemas de la sociedad y anima a su adopción como forma de vida. King también es el director ejecutivo de First Kingdom Management, una firma de consultoría cristiana con sede en Atlanta, Georgia.

## Premios y reconocimientos
- El 14 de diciembre de 2007, en la sede del Colegio de Abogados de Georgia, King fue galardonada por la Alianza de Abogados Afroamericanos de Georgia con el premio "Compromiso con la comunidad" por su labor como abogada y líder comunitaria.
- El 7 de octubre de 2009, King recibió un premio por su "vida de servicio a las mujeres y otras causas" en la Convención de la Coalición Nacional de 100 Mujeres Negras.[14]
- El 7 de noviembre de 2013, en el marco de la "Celebración del sueño", en conmemoración del 50 aniversario del discurso Tengo un sueño pronunciado por su padre, King recibió el Premio Leyenda como homenaje a su legado y después de que ella pronunciara un discurso.[15]
- La revista Ebony la nombró una de sus Diez del Mañana futuros líderes de la comunidad negra.

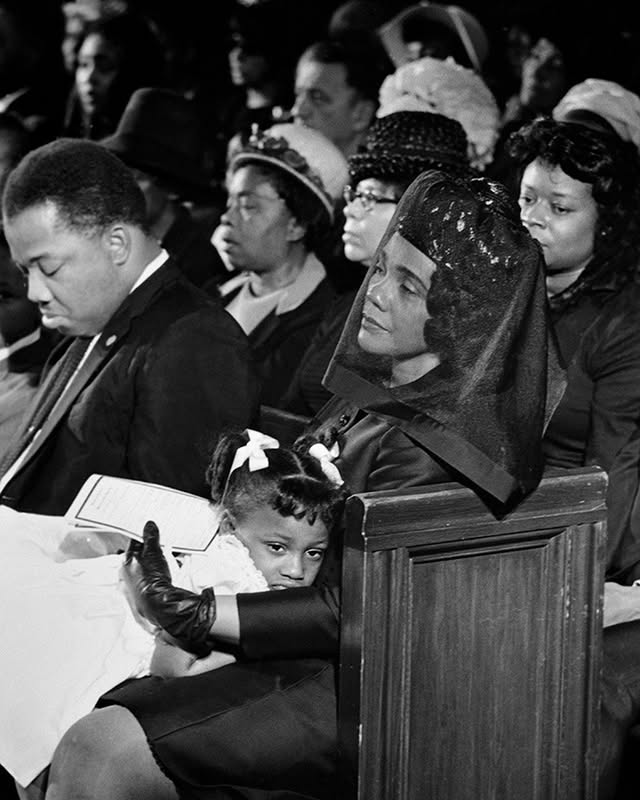
King siendo consolada por su madre en el funeral de su padre, en una fotografía ganadora del Premio Pulitzer